# Bresnica (Koceljeva)
Pour les articles homonymes, voir Bresnica.
Bresnica (en serbe cyrillique : Бресница) est un village de Serbie situé dans la municipalité de Koceljeva, district de Mačva. Au recensement de 2011, il comptait 158 habitants.

## Démographie
| 1948 | 1953 | 1961 | 1971 | 1981 | 1991 | 2002 | 2011 |
| ---- | ---- | ---- | ---- | ---- | ---- | ---- | ---- |
| 519  | 531  | 478  | 395  | 327  | 262  | 229  | 158  |

|  |